# 필립 찰스 맥켄지
필립 찰스 맥켄지(Philip Charles MacKenzie, 1946년 5월 7일 ~ )는 미국의 배우, 텔레비전 배우, 텔레비전 감독이다.
브루클린에서 태어났다.

## 방송
- 조지 로페즈
- 저스트 슛 미
- 프레이저
- 로잔느 아줌마
- 제1구조대

## 영화
- 조지 로페즈 (2002년)
- 어코딩 투 짐 (2001년)
- 마이 와이프 앤 키즈 (2001년)
- 어텐션 쇼퍼스 (2000년)
- 저스트 슛 미 (1997년)
- 프레이저 (1993년)
- 스텝 바이 스텝 (1991년)
- 로잔느 아줌마 (1988년)
- 살인 누명 (1986년)
- 오사카 블루스 (1983년)
- 제1구조대 (1979년)
- 뜨거운 오후 (1975년)